# Euonymus wui
Euonymus wui là một loài thực vật có hoa trong họ Dây gối. Loài này được J.S.Ma mô tả khoa học đầu tiên năm 1997.